# Гарсия, Джон
Джон Гарсия (4 сентября, 1970 год) — американский вокалист и автор песен. Наиболее известен как один из основателей групп: Kyuss, Slo Burn, и Unida. Последний раз был замечен вместе с бывшим барабанщиком Kyuss Брэнтом Бьорком в Vista Chino, которая распалась в 2014 году после их ссоры. Гарсия и Бьорк с тех пор занялись своими сольными проектами. Так же 25 июля 2014 года выпустил свой дебютный альбом под названием «John Garcia».

## Музыкальная карьера

### Kyuss
В 1989 году во время учёбы в старшей школе, Джон вместе с Джошом Хомме и Брэнтом Бьорком сформировали группу «Kyuss» (первоначально «Katzenjammer» и «Sons of Kyuss»). Группа записала в общей сложности пять альбомов. В октябре 1995 года, спустя три месяца после выхода последнего альбома ...And the Circus Leaves Town, группа распалась. Финальный релиз был записан на лейбле «Man's Ruin Records».
В ноябре 2010 года Ник Оливери и Брэнт Бьорк заявили, что поедут в тур по Европе, Австралии и Новой Зеландии. Они собирались выступать под названием Kyuss Lives!. Так же было сказано о готовящемся выходе нового студийного альбома. Узнав об этом, бывшие участники — гитарист Джош Хомме и бас-гитарист Скотт Ридер подали иск против использования группой этого имени. После чего «Kyuss Lives!» сменила название на «Vista Chino».

### Slo Burn
В 1995 году в городе Палм-Дезерт Джон сформировал группу «Slo Burn». Группа выпустила только один альбом — «Amusing the Amazing», в который вошло четыре композиции из девяти запланированных. Из-за нехватки средств оставшиеся пять песен не были сведены и существуют в виде репетиционной записи. В 1997 году Slo Burn выступила на ежегодном фестивальном туре Ozzfest и вскоре распалась.

### Unida
После ухода из Slo Burn, Джон основал группу Unida, в состав которой вошёл бывший бас-гитарист Kyuss — Скот Ридер. Был записан один альбом — «Coping with the Urban Coyote», и один совместный вместе со шведской группой «Dozer». В 2001 году группа записала второй альбом на студии звукозаписи — American Recordings, который, по утёкшим данным, должен был носить название «The Great Divide», «For the Working Man» или «El Coyote». Альбом не был выпущен из-за партнёра лейбла — «Island Def Jam», который не видел в этом коммерческого смысла. Группа, тем не менее, распространила альбом сама, продавая копии на своих концертах. Официального заявления о распаде группы не было.

### Vista Chino
В 2010 году было объявлено, что европейский тур «John Garcia plays Kyuss» («Джон Гарсия играет Kyuss») начнётся концертом на рок-фестивале «Roadburn» в Нидерландах. В программе были практически одни песни Kyuss. В июне 2010 года Джон вместе с Ником Оливери и Брэнтом Бьорком исполнили композиции «Green Machine» и «Gardenia», когда «John Garcia plays Kyuss» были хедлайнерами на фестивале «Hellfest» во Франции. Таким образом, играя с Гарсией и на последующих концертах, коллектив представлял ¾ состава Kyuss времён альбома «Blues for the Red Sun».
В ноябре 2010 года Гарсия, Бьорк и Оливери объявили о европейском туре под названием «Kyuss Lives!» с участием гитариста Бруно Фивери. Уточняя новое название группы, Джон заявил, что «это никогда не будет Kyuss без Джоша Хомме», и что «надеюсь в будущем мы с ним соберёмся вместе и что-нибудь напишем».
В мае группа гастролировала в Австралии и в Новой Зеландии. После европейского тура в 2011 году, «Kyuss Lives!» анонсировали тур по Северной и Южной Америке, который состоялся в конце лета — начала осени. Группа планировала выпустить альбом летом 2012 года.
3 сентября 2013 года Vista Chino выпустила свой дебютный альбом «Peace» записанный на лейбле Napalm Records.

### Различные проекты и совместные работы
В 1998 году Джон присоединился к сайд-проекту «Hermano», созданным продюсером Денди Брауном. С 2002 года группа выпустила четыре альбома.
В 1999 году Джон сотрудничал со шведской стоунер-рок группой «Misdemeanor». Вместе они записали композицию «Love Song» альбома «Five Wheel Drive»
В 2002 году Джон вместе с английской рок-группой Orange Goblin записал два трека — «Made of Rats» и «Jesus Beater» для их альбома — «Coup de Grace».
В конце 2003 года Джон записал вокал для трека «Born Too Slow» американского электронного дуэта «The Crystal Method». Песня стала главным синглом альбома «Legion of Boom».
20 декабря 2005 года Джон в качестве гостя выступил с группой Джоша Хомме — «Queens of the Stone Age». Они исполнили песни «Thumb», «Hurricane» и «Supa Scoopa and Mighty Scoop». После этого концерта поползли слухи о воссоединении Kyuss, хотя Хомме публично заявил, что это вряд ли когда-нибудь случится.
В 2006 сотрудничал с канадской рок-группой «Danko Jones». Джон спел в песне «Invisible» их третьего альбома — «Sleep Is the Enemy». в 2008 году, он снова сотрудничал с «Danko Jones». Его можно услышать в альбоме «Never Too Loud», в песне «Forest for the Trees».
В 2008 года Джон работал над сольным проектом под псевдонимом «Garcia Vs Garcia», который первоначально должен был выйти в сентябре, но был отложен на неопределенный срок. В феврале 2014 года Гарсия объявил в Facebook о подписании контракта с «Napalm Records» и планах выпустить свой сольный альбом в конце лета.
В 2008 году Джон работал с бельгийской группой «Arsenal» над их альбомом «Lotuk», внося свой вклад в тексты и вокал двух треков — «Not a Man» и «Diggin' a Hole». Члены группы «Arsenal» также сняли фильм о создании альбома, где показан момент как Джон катается на машине в своём родном городе.
В 2010 году Джон сотрудничал с стоунер-метал группой «Karma to Burn» в песне «Two Times».

## Дискография

### Sons of Kyuss
- Sons of Kyuss (1990)

### Kyuss
- Wretch (1991)
- Blues for the Red Sun (1992)
- Welcome to Sky Valley (1994)
- ...And the Circus Leaves Town (1995)

### Slo Burn
- Amusing the Amazing (1996)

### Unida
- Coping with the Urban Coyote (1999)
- The Great Divide (2001, не выпущен)

### Hermano
- …Only A Suggestion (2002)
- Dare I Say… (2004)
- Live at W2 (2005)
- …Into The Exam Room (2007)

### Vista Chino
- Peace (2013)

### Соло
- John Garcia (2014)
- The Coyote Who Spoke in Tongues (2017)
- John Garcia and the Band of Gold (2019)

### Как гость
- Supafuzz — Supafuzz (1998) «You Don’t Even Know Me», «Mr. Policeman»
- Misdemeanor — Five Wheel Drive EP (1999) «Love Song»
- Mondo Generator — Cocaine Rodeo (2000) «Simple Exploding Man» w/ classic Kyuss line-up.
- Metallic Assault: A Tribute to Metallica (2001) «The Thing That Should Not Be»
- Orange Goblin — Coup de Grace (2002) «Made of Rats», «Jesus Beater»
- Gallery of Mites — Bugs on a Blue Fish (2003) «100 Days(Heron)»
- The Crystal Method — Legion of Boom (2003) «Born Too Slow» w/ Wes Borland
- Biblical Proof of UFO’s — Interstellar Messages (2004) «Passive Aggressive», «Two Minute Warning»
- Danko Jones — Sleep Is the Enemy (2006) «Invisible»
- Waxy — Chainsaw Holiday (2007) «White Walls»
- Danko Jones — Never Too Loud (2008) «Forest for the Trees» w/ Pete Stahl
- Arsenal — Lotuk (2008) «Not a Man», «Diggin a Hole»
- Monkey3 — Undercover (2009) «Watchin' You»
- Mad City Rockers — Black Celebration (2009) «Stronger»
- Karma to Burn — Appalachian Incantation (2010) «Two Times» (bonus track)
- Mondo Generator — Hell Comes To Your Heart (2012) «The Last Train»
- Steak — Slab City (2014) «Pisser»
- Zun — Burial Sunrise (2016) «Nothing Farther», «All For Nothing», «All That You Say I Am»